# Lista de prefeitos de Chapecó
Esta é a lista de prefeitos do município de Chapecó, estado brasileiro de Santa Catarina.
| N° | Prefeito                    | Imagem                         | Partido                                                          | Início do mandato       | Fim do mandato | Observações |
| -- | --------------------------- | ------------------------------ | ---------------------------------------------------------------- | ----------------------- | --- | --- |
| 1  | Manuel dos Santos Marinho   |                                | Partido Republicano Catarinense PRC                              | 25 de agosto de 1917    | 2 de novembro de 1918 | Nomeado para exercer provisoriamente o cargo de superintendente municipal.                                          |
| −  | Manuel dos Santos Marinho   |                                | Partido Republicano Catarinense PRC                              | 3 de Novembro de 1918   | 3 de Janeiro de 1921 | Eleito superintendente municipal em sufrágio universal.                                                             |
| 2  | Armando Haeffner Marinho    |                                | Partido Republicano Catarinense PRC                              | 3 de janeiro de 1921    | 12 de janeiro de 1922 | Superintendente nomeado pelo governo de Santa Catarina.                                                             |
| 3  | Manoel Passos Maia          |                                | Partido Republicano Catarinense PRC                              | 12 de janeiro de 1922   | 3 de janeiro de 1929 | Superintendente nomeado pelo governo de Santa Catarina.                                                             |
| 4  | Manoel Siqueira Bello       |                                | Partido Republicano Catarinense PRC                              | 3 de janeiro de 1929    | 1° de abril de 1930 | Superintendente nomeado pelo governo de Santa Catarina.                                                             |
| 5  | Nicácio Portela Diniz       |                                | Partido Republicano Catarinense PRC                              | 2 de abril de 1930      | 12 de maio de 1931 | Prefeito nomeado pelo governo de Santa Catarina, faleceu no exercício do cargo.                                     |
| 6  | João Candido Marinho        |                                | Partido Liberal Catarinense PLC                                  | 13 de maio de 1931      | 9 de maio de 1932 | Prefeito nomeado pelo governo de Santa Catarina.                                                                    |
| 7  | Carlos Batista Druck        |                                | Partido Liberal Catarinense PLC                                  | 10 de maio de 1932      | 16 de setembro de 1932 | Prefeito nomeado pelo governo de Santa Catarina.                                                                    |
| 8  | Alberto Bertier de Almeida  |                                | Partido Liberal Catarinense PLC                                  | 17 de setembro de 1932  | 31 de abril de 1934 | Prefeito nomeado pelo governo de Santa Catarina.                                                                    |
| 9  | José Garibaldi Timm         |                                | Partido Liberal Catarinense PLC                                  | 1° de maio de 1934      | 31 de dezembro de 1935 | Prefeito nomeado pelo governo de Santa Catarina.                                                                    |
| 10 | Pedro da Silva Maciel       |                                | Partido Liberal Catarinense PLC                                  | 1° de janeiro de 1936   | 28 de julho de 1939 | Prefeito nomeado pelo governo de Santa Catarina.                                                                    |
| 11 | René Verges                 |                                | Partido Democrata Cristão PDC                                    | 29 de julho de 1939     | 3 de dezembro de 1939 | Prefeito nomeado pelo governo de Santa Catarina.                                                                    |
| 12 | João Eloí Mendes            |                                | Partido Liberal PL                                               | 4 de dezembro de 1939   | 4 de julho de 1942 | Prefeito nomeado pelo governo de Santa Catarina.                                                                    |
| 13 | Licínio Córdova             |                                | Partido Liberal PL                                               | 5 de julho de 1942      | 27 de setembro de 1944 | Prefeito nomeado pelo governo de Santa Catarina.                                                                    |
| 14 | Serafin Enoss Bertaso       |                                | Partido Social Democrático PSD                                   | 28 de setembro de 1944  | 11 de setembro de 1947 | Prefeito nomeado pelo governo de Santa Catarina.                                                                    |
| 15 | Onório Romando Alberti      |                                | União Democrática Nacional UDN                                   | 11 de setembro de 1947  | 21 de outubro de 1947 | Prefeito nomeado pelo governo de Santa Catarina.                                                                    |
| 16 | Arthur Argeu Lajus          |                                | Partido Social Democrático PSD                                   | 22 de outubro de 1947   | 18 de dezembro de 1947 | Prefeito nomeado pelo governo de Santa Catarina.                                                                    |
| 17 | Vicente Cunha               |                                | Partido Social Democrático PSD                                   | 18 de dezembro de 1947  | 5 de janeiro de 1950 | Prefeito eleito em sufrágio universal, faleceu no exercício do cargo.                                               |
| 18 | Lindolfo Stangler           |                                | Partido Social Democrático PSD                                   | 5 de janeiro de 1950    | 30 de janeiro de 1951 | Presidente da Câmara no cargo de titular.                                                                           |
| 19 | José de Miranda Ramos       |                                | Partido Trabalhista Brasileiro PTB                               | 31 de janeiro de 1951   | 30 de janeiro de 1955 | Prefeito eleito em sufrágio universal.                                                                              |
| 20 | Thucydides Paim Buthuy      |                                | Partido Trabalhista Brasileiro PTB                               | 31 de janeiro de 1955   | 30 de janeiro de 1956 | Prefeito eleito em sufrágio universal.                                                                              |
| 21 | Plínio Arlindo de Nês       |                                | Partido Social Democrático PSD                                   | 31 de janeiro de 1956   | 30 de janeiro de 1961 | Prefeito eleito em sufrágio universal.                                                                              |
| 22 | João Destri                 |                                | Partido Trabalhista Brasileiro PTB                               | 31 de janeiro de 1961   | 30 de janeiro de 1966 | Prefeito eleito em sufrágio universal.                                                                              |
| 23 | Sadi José de Marco          |                                | Partido Trabalhista Brasileiro PTB                               | 31 de janeiro de 1966   | 29 de abril de 1969 | Prefeito eleito em sufrágio universal, posteriormente cassado pelo regime militar brasileiro.                       |
| −  | Valdomiro Santos            |                                | Movimento Democrático Brasileiro MDB                             | 29 de abril de 1969     | 2 de maio de 1969 | Vice-prefeito no cargo de titular, posteriormente cassado pelo regime militar brasileiro.                           |
| −  | Rodolfo Maurício Hirsch     |                                | Movimento Democrático Brasileiro MDB                             | 2 de maio de 1969       | 31 de janeiro de 1970 | Presidente da Câmara no cargo de prefeito de forma interina, posteriormente cassado pelo regime militar brasileiro. |
| 24 | João Destri                 |                                | Movimento Democrático Brasileiro MDB                             | 31 de janeiro de 1970   | 31 de janeiro de 1973 | Prefeito eleito em sufrágio universal.                                                                              |
| 25 | Altair Wagner               |                                | Aliança Renovadora Nacional ARENA                                | 31 de janeiro de 1973   | 31 de janeiro de 1977 | Prefeito eleito em sufrágio universal.                                                                              |
| 26 | Milton Sander               |                                | Aliança Renovadora Nacional ARENA/Partido Democrático Social PDS | 1° de fevereiro de 1977 | 31 de janeiro de 1983 | Prefeito eleito em sufrágio universal.                                                                              |
| 27 | Ledônio Faustini Migliorini |                                | Partido do Movimento Democrático Brasileiro PMDB                 | 1° de fevereiro de 1983 | 31 de dezembro de 1988 | Prefeito eleito em sufrágio universal.                                                                              |
| 28 | Milton Sander               |                                | Partido Democrático Social PDS                                   | 1° de janeiro de 1989   | 31 de dezembro de 1992 | Prefeito eleito em sufrágio universal.                                                                              |
| 29 | Dilso Cecchin               |                                | Partido da Frente Liberal PFL                                    | 1° de janeiro de 1993   | 7 de fevereiro de 1995 | Prefeito eleito em sufrágio universal.                                                                              |
| 30 | Aldi Berdian                |                                | Partido Democrático Social PDS                                   | 7 de fevereiro de 1995  | 31 de dezembro de 1996 | Vice-prefeito no cargo de forma definitiva.                                                                         |
| 31 | José Fritsch                |                                | Partido dos Trabalhadores PT                                     | 1° de janeiro de 1997   | 31 de dezembro de 2000 | Prefeito eleito em sufrágio universal.                                                                              |
| 31 | José Fritsch                | 1° de janeiro de 2001          | Partido dos Trabalhadores PT                                     | 5 de abril de 2002      | Prefeito reeleito em sufrágio universal. | |
| 32 | Pedro Uczai                 |                                | Partido dos Trabalhadores PT                                     | 5 de abril de 2002      | 31 de dezembro de 2004 | Vice-prefeito no cargo de forma definitiva.                                                                         |
| 33 | João Rodrigues              |                                | Partido da Frente Liberal PFL                                    | 1° de janeiro de 2005   | 31 de março de 2008 | Prefeito eleito em sufrágio universal.                                                                              |
| 34 | Élio Francisco Cella        |                                | Partido Progressista PP                                          | 31 de março de 2008     | 31 de dezembro de 2008 | Vice-prefeito no cargo de forma definitiva.                                                                         |
| −  | João Rodrigues              |                                | Democratas DEM                                                   | 1° de janeiro de 2009   | 31 de março de 2010 | Prefeito reeleito em sufrágio universal, posteriormente renunciou para ser candidato a Deputado Federal.            |
| 35 | José Caramori               |                                | Partido Social Democrático PSD                                   | 31 de março de 2010     | 31 de dezembro de 2012 | Vice-prefeito no cargo de forma definitiva.                                                                         |
| 35 | José Caramori               | Partido Social Democrático PSD | 1° de janeiro de 2013                                            | 11 de dezembro de 2015  | Prefeito reeleito em sufrágio universal, posteriormente renunciou para assumir a presidência do Agência de Fomento do Estado de Santa Catarina. | |
| 36 | Luciano Buligon             |                                | Partido Socialista Brasileiro PSB                                | 11 de dezembro de 2015  | 31 de dezembro de 2016 | Vice-prefeito no cargo de forma definitiva.                                                                         |
| 36 | Luciano Buligon             | Partido Social Liberal PSL     | 1° de janeiro de 2017                                            | 31 de dezembro de 2020  | Prefeito reeleito em sufrágio universal. | |
| 37 | João Rodrigues              |                                | Partido Social Democrático PSD                                   | 1° de janeiro de 2021   | 31 de dezembro de 2024 | Prefeito eleito em sufrágio universal.                                                                              |
| 37 | João Rodrigues              | 1° de janeiro de 2025          | Partido Social Democrático PSD                                   | Atualidade              | Prefeito reeleito em sufrágio universal. | |